# R. 윌리엄스 패리
로버트 윌리엄스 패리(Robert Williams Parry, 1884년 3월 6일 ~ 1956년 1월 14일)는 영국 웨일스의 시인 겸 대학 교수이다.

## 생애
영국 웨일스 귀네드 뱅고어 대학교 대학원 영어영문학과 문학석사 과정 휴학 시절이던 1909년에 시인으로 문단에 첫 등단하였다.

## 작품

### 시집
- 《Yr Haf a cherddi eraill》(1924)

## 학력
- 1907년 영국 웨일스 케레디기온 에버리스트위스 대학교 영어영문학과 학사
- 1912년 영국 웨일스 귀네드 뱅고어 대학교 대학원 영어영문학과 문학석사